# Тверской вестник
«Тверской вестник» (1878—1881) — еженедельник, первая частная газета Тверской губернии, печаталась в Типо-литографии Муравьева. Издатель-редактор — И. А. Иванов, В. Кудрин.
Фактически издавал секретарь губ. статистического комитета В. И. Покровский, один из организаторов «Московских новостей» (1859).
Отделы — Судебный, Экономический, Этнографический, Исторический, Медицинский, Библиографический, Церковный, Справочный, Фельетон и др. Печатались произведения местных авторов, хроника, критика, впервые опубликованы стихотворения крестьянина дер. Низовка Спиридона Дрожжина.